# Roslags-Bro landskommun
Roslags-Bro landskommun var en tidigare kommun i Stockholms län. 

## Administrativ historik
I Bro socken i Bro och Vätö skeppslag i Uppland inrättades denna landskommun när 1862 års kommunalförordningar trädde i kraft. Den namnändrades till Roslags-Bro den 1 januari 1886 (ändring enligt beslut den 17 april 1885) för att minska risken för sammanblandning med andra kommuner med namnet Bro. Innan ändringen hade dock bruket av namnet Roslags-Bro redan förekommit.
Roslags-Bro var egen kommun till kommunreformen 1952, då den gick upp i Lyhundra landskommun. Sedan 1971 ingår området i Norrtälje kommun.

## Politik

### Mandatfördelning i valen 1938-1946
| 7 | 6 | 4 | 3 |

| 20 |

| 7 | 5 | 5 | 3 |

| 20 |

| 6 | 3 | 8 | 3 |

| 20 |